# Smash (오프스프링의 음반)
| 전문가 평가                   | 전문가 평가 |
| 평가 점수                     | 평가 점수   |
| 출처                          | 점수        |
| ----------------------------- | ----------- |
| AllMusic                      | [ 6 ]       |
| Chicago Tribune               | [ 4 ]       |
| Entertainment Weekly          | B−          |
| The Great Rock Discography    | 7/10        |
| NME                           | 6/10        |
| Rolling Stone                 | [ 5 ]       |
| The Rolling Stone Album Guide | [ 10 ]      |
| Select                        | 3/5         |
| Spin Alternative Record Guide | 7/10        |
| Sputnikmusic                  | 4/5         |

《Smash》는 미국의 펑크 록 밴드 오프스프링의 세 번째 스튜디오 음반으로, 1994년 4월 8일, 에피타프 레코드에 의해 발매되었다. 그들의 이전 음반 《Ignition》 (1992년)을 후원하기 위해 투어를 한 후, 밴드는 캘리포니아주 노스할리우드의 트랙 레코드에서 두 달에 걸쳐 다음 음반을 녹음했다. 《Smash》는 1989년 톰 윌슨이 프로듀싱한 밴드의 마지막 스튜디오 음반이다. 이 음반은 또한 덱스터 홀랜드가 보컬만이 아닌 기타를 연주한 것으로 인정받은 첫 번째 음반이기도 하다.
《Smash》는 오프스프링이 전 세계적인 인기를 얻으면서 〈Come Out and Play〉, 〈Self Esteem〉, 〈Gotta Get Away〉를 포함한 많은 히트 싱글들을 만들어냈다. 스매시는 그린 데이의 《Dookie》와 함께 펑크 록을 주류로 끌어올리는 역할을 맡았으며, 1990년대 떠오르는 팝 펑크 씬의 기반을 닦는 데 도움을 주었다. 팬들이 가장 좋아하는 음반으로 비평가들로부터 대체적으로 긍정적인 평가를 받았고 1996년 밴드가 계약을 맺은 컬럼비아 레코드를 포함한 주요 레이블들로부터 관심을 받았다.
미국 빌보드 200에서 4위로 정점을 찍은 《Smash》는 전 세계적으로 1,100만 장 이상의 판매고를 올려 독립 음반사가 발매한 베스트셀러 음반이 되었다. 또한 이 음반은 골드와 플래티넘 지위를 얻은 최초의 에피타프 레코드 음반이기도 하다. 미국에서 《Smash》는 6백만 장 이상이 팔렸고 미국 음반 산업 협회에 의해 6배의 플래티넘 인증을 받았다.

## 배경 및 녹음
1991년 오프스프링은 EP 《Baghdad》를 발매했다. 이 EP는 밴드의 전환점이 되었고, 성공으로 인해 밴드는 에피타프 레코드와 계약했다. 오프스프링의 첫 두 음반을 프로듀싱한 톰 윌슨은 오프스프링이 배드 릴리전의 기타리스트 브렛 구어위츠가 운영하는 레이블인 에피타프로 바꾸도록 노력하고 있었다. 구어위츠는 오프스프링이 그의 레이블에 걸맞지 않다고 느꼈지만, 《Baghdad》는 그가 밴드에 기회를 주도록 설득했다. 윌슨과 오프스프링은 다시 스튜디오에 들어가 《Ignition》을 녹음했다. 1992년에 발매된 《Ignition》은 레이블과 밴드의 모든 기대를 뛰어넘었다. 《Ignition》을 지원하기 위한 후속 투어에 이어, 오프스프링은 1993년 중반에 그들의 세 번째 음반을 위한 새로운 자료를 쓰기 시작했다. 《Smash》의 녹음 세션은 1994년 1월과 2월에 노스할리우드의 트랙 레코드에서 열렸다. 음반 녹음 과정에서 프론트맨 덱스터 홀랜드는 1994년 《플럭스》 매거진에 "우리가 이 음반을 녹음했을 때, 우리의 마지막 음반은 아마도 15,000장이 팔렸기 때문에 라디오나 그와 비슷한 것에서 연주될 가능성은 거의 없었습니다. 특히 이런 종류의 음악은 일반적으로 주류에 의해 받아 들여지지 않는 것으로 여겨지기 때문에, 이런 일이 일어나는 것은 정말로 우리를 놀라게 했습니다." 《Smash》는 2만 달러의 적은 예산을 가지고 있었는데, 이는 기타리스트 누들스에 따르면 "우리는 할인된 가격에 몰래 들어갈 수 있도록 언제 비어있는지 알아보기 위해 끊임없이 스튜디오에 전화를 걸었고" 음반을 위해 녹음된 마지막 네 곡은 단 이틀 밤 동안 작업되었다.

## 커버 아트
《Smash》와 싱글 〈Come Out and Play〉, 〈Self Esteem〉, 〈Gotta Get Away〉는 CD 케이스의 커버, 디스크, 뒷면에 불길한(그리고 매우 왜곡된) 골격을 공통적인 커버 아트 테마로 가지고 있다. 〈Self Esteem〉와 〈Come Out and Play〉의 뮤직 비디오에도 비슷한 골격을 가진 장면들이 여럿 있다. 이 상징은 죽음, 탐욕, 자살, 폭력, 중독, 학대 등 음반의 핵심 모티브를 나타낸다고 여겨진다. 골격은 이러한 행위의 지속이 필연적으로 죽음(또는 대안적으로 인류의 종말)으로 이어질 것임을 나타내기 위해 사용된다. 이 예술 감독은 케빈 헤드와 프레드 이달고가 맡았는데, 그는 또한 배드 릴리전의 음반 《Recipe for Hate》의 작품을 디자인하기도 했다.

## 곡 목록
모든 곡들은 특별한 언급이 없는 한 덱스터 홀랜드에 의해 작사/작곡하였다.
| #   | 제목                    | 작사·작곡                     | 재생 시간 |
| --- | ----------------------- | ----------------------------- | --------- |
| 1.  | Time to Relax           |                               | 0:25      |
| 2.  | Nitro (Youth Energy)    |                               | 2:27      |
| 3.  | Bad Habit               |                               | 3:43      |
| 4.  | Gotta Get Away          |                               | 3:52      |
| 5.  | Genocide                |                               | 3:33      |
| 6.  | Something to Believe In |                               | 3:17      |
| 7.  | Come Out and Play       |                               | 3:17      |
| 8.  | Self Esteem             |                               | 4:17      |
| 9.  | It'll Be a Long Time    |                               | 2:43      |
| 10. | Killboy Powerhead       | 릭 심스, 더그 에반스, 토드 콜 | 2:02      |
| 11. | What Happened to You?   |                               | 2:12      |
| 12. | So Alone                |                               | 1:17      |
| 13. | Not the One             |                               | 2:54      |
| 14. | Smash                   |                               | 10:42     |

## 인증
| 국가                                                  | 인증        | 판매량/출하량 |
| ----------------------------------------------------- | ----------- | ------------- |
| 오스트레일리아 (ARIA)                                 | 4× 플래티넘 | 280,000^      |
| 오스트리아 (IFPI 오스트리아)                          | 골드        | 25,000*       |
| 벨기에 (BEA)                                          | 플래티넘    | 50,000*       |
| 캐나다 (뮤직 캐나다)                                  | 6× 플래티넘 | 600,000^      |
| 덴마크 (IFPI Danmark)                                 | 플래티넘    | 50,000^       |
| 핀란드                                                | —           | 74,500        |
| 프랑스                                                | —           | 650,000       |
| 일본 (RIAJ)                                           | 플래티넘    | 200,000^      |
| 뉴질랜드 (RMNZ)                                       | 플래티넘    | 15,000^       |
| 노르웨이 (IFPI 노르웨이)                              | 골드        | 25,000*       |
| 스웨덴 (GLF)                                          | 플래티넘    | 100,000^      |
| 스위스 (IFPI 스위스)                                  | 플래티넘    | 50,000^       |
| 영국 (BPI)                                            | 플래티넘    | 300,000^      |
| 미국 (RIAA)                                           | 6× 플래티넘 | 6,300,000     |
| 요약                                                  |             |               |
| 유럽 (IFPI)                                           | 2× 플래티넘 | 2,000,000*    |
| 전 세계                                               | —           | 11,000,000+   |
| *판매량을 기반으로 한 인증 ^출하량을 기반으로 한 인증 |             |               |

## 같이 보기
- 미국에서 가장 많이 팔린 음반 목록